# Kloster Ljubostinja

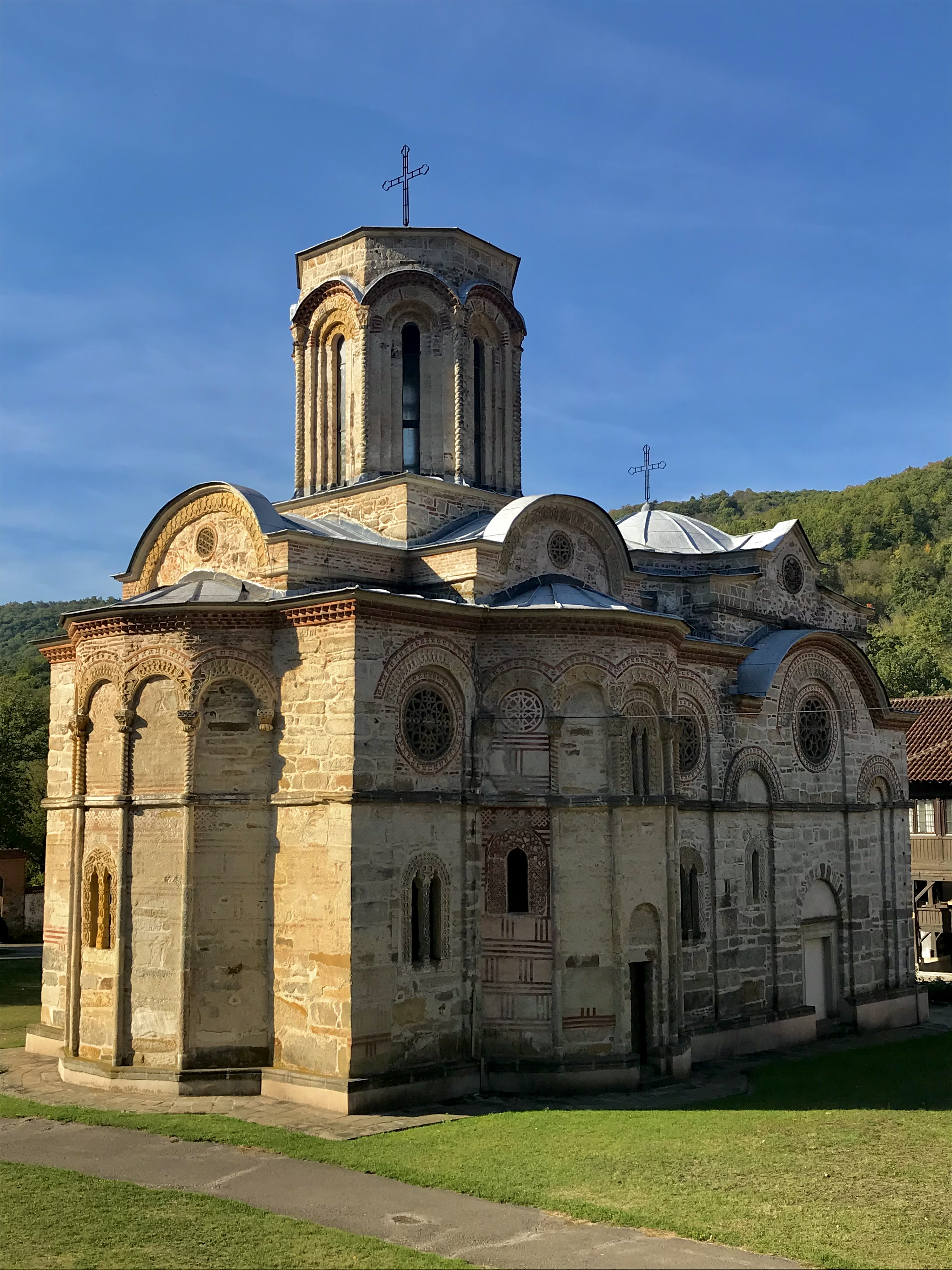
Kloster Ljubostinja

Das Kloster Ljubostinja (serbisch-kyrillisch Манастир Љубостиња) ist ein serbisch-orthodoxes Kloster bei Trstenik und Vrnjačka Banja in Serbien. Es gehört zur Gruppe der Kirchen im serbisch-byzantinischen Stil der Morava-Schule. 

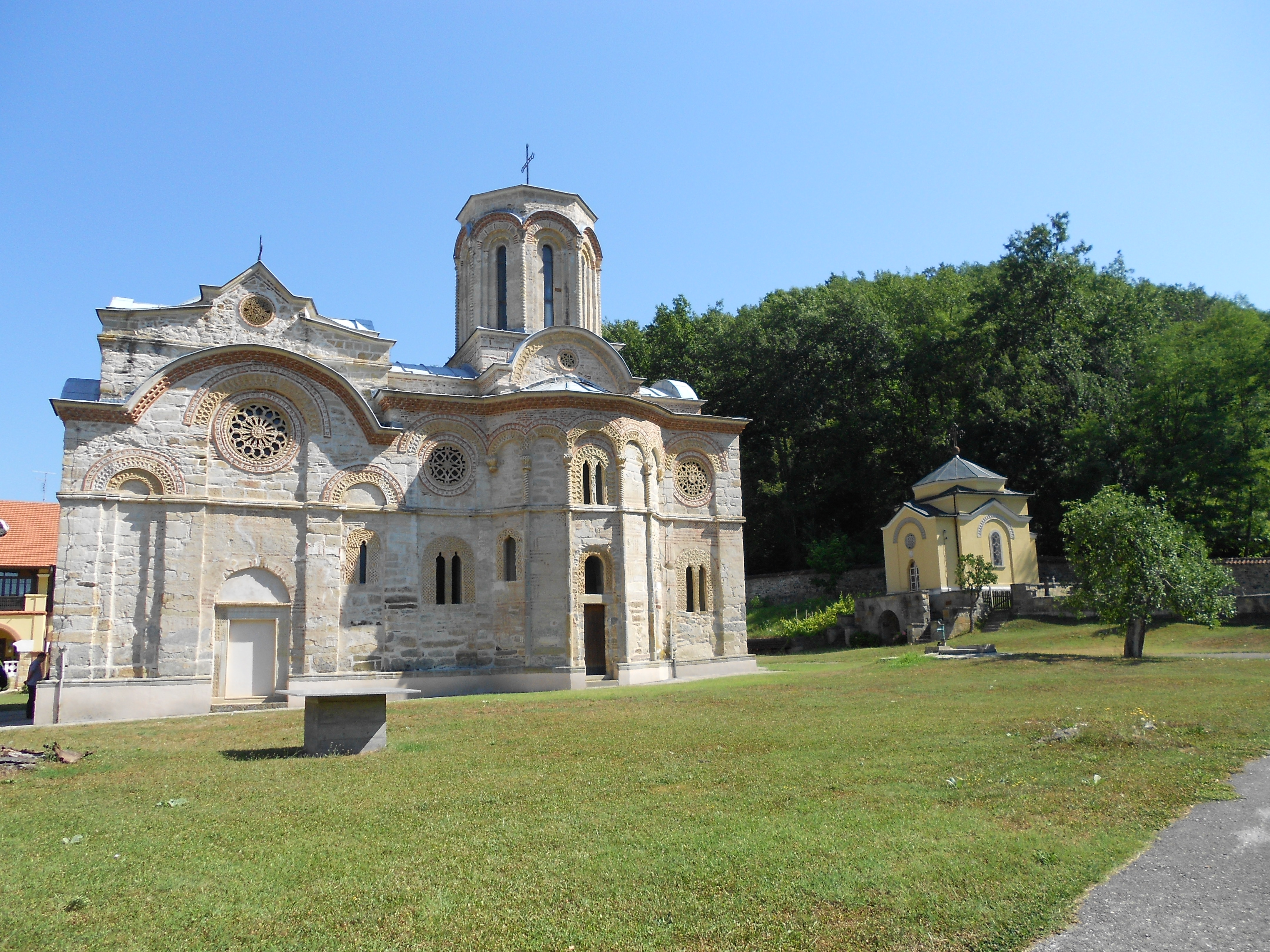
Kloster Ljubostinja

## Geschichte
Das Kloster wurde 1388 von Fürst Lazar Hrebeljanović kurz vor der Schlacht auf dem Amselfeld gegründet. Der Legende nach hat er das Kloster an der Stelle gegründet, wo er zum ersten Mal Fürstin Milica Hrebeljanović getroffen hat.
Während der Schlacht wurde der Fürst getötet und Milica trat als Ordensschwester in das Kloster Ljubostinja mit den Witwen der getöteten Soldaten ein. Sie verbrachte ihre letzten Lebensjahre im Kloster, wo sich auch ihr Grab befindet.
Die erste Dichterin Serbiens, Jefimija (Jelena), Begleiterin von Milica, starb dort 1405. Sie vollendete dort 1402 die Lobpreisung des Fürsten Lazar.
Seit 1995 ist Hristina Obradović Äbtissin des Klosters Ljubostinja.